# Boquet
Cet article possède un paronyme, voir Boké.
Pour les articles homonymes, voir Boquet (homonymie).

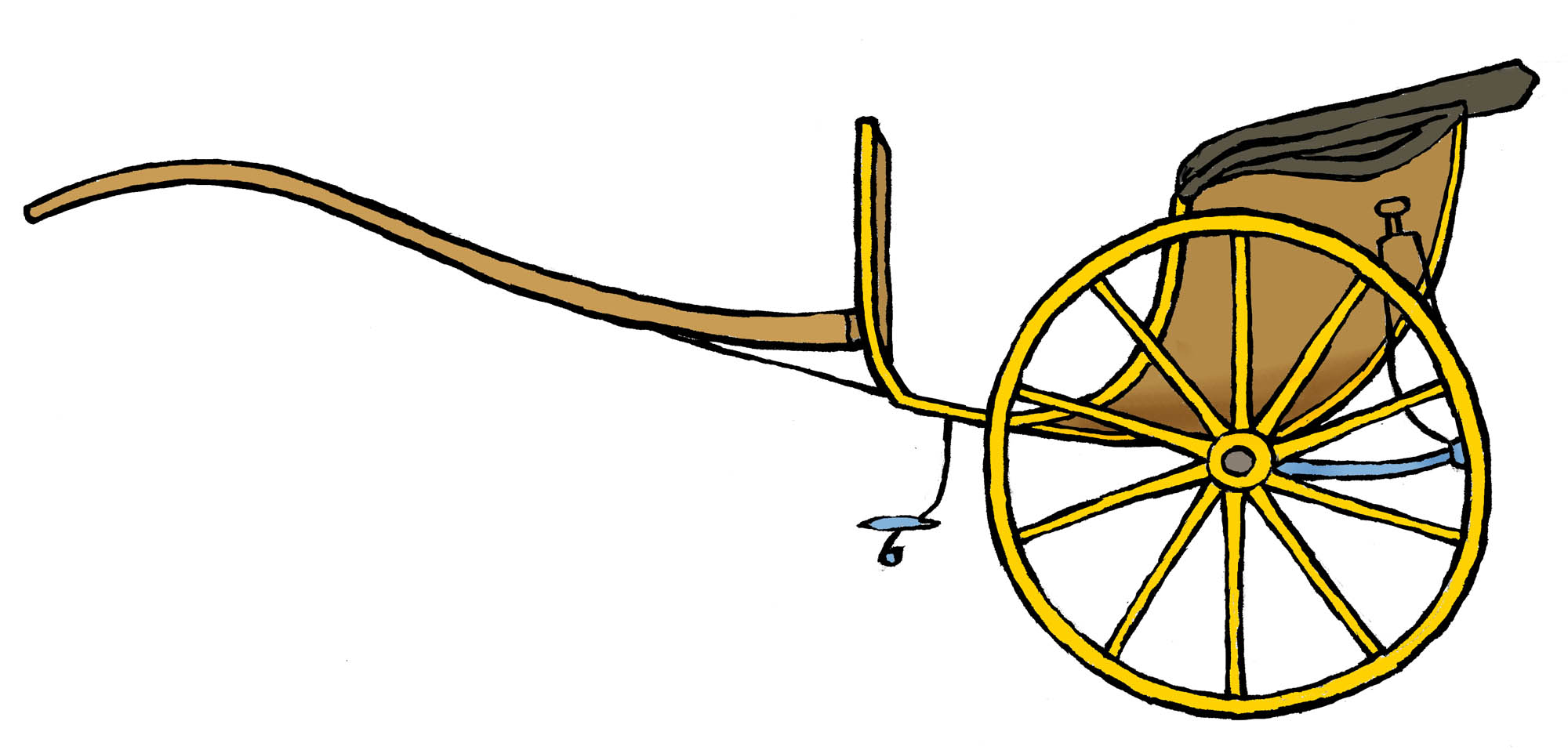
Boquet

Le boquet est une voiture hippomobile légère, ouverte, à deux roues et deux places, inventée vers 1777 par le carrossier Boquet, installé rue des Petits-Champs à Paris. Le boquet est un cabriolet, très proche du tilbury avec lequel il ne faut pas le confondre : le tilbury a une forme en rotonde caractéristique et des suspensions plus élaborées. 
L’usage et le nom du boquet se répandirent rapidement, en particulier en Angleterre puis aux États-Unis.  

## Évolution

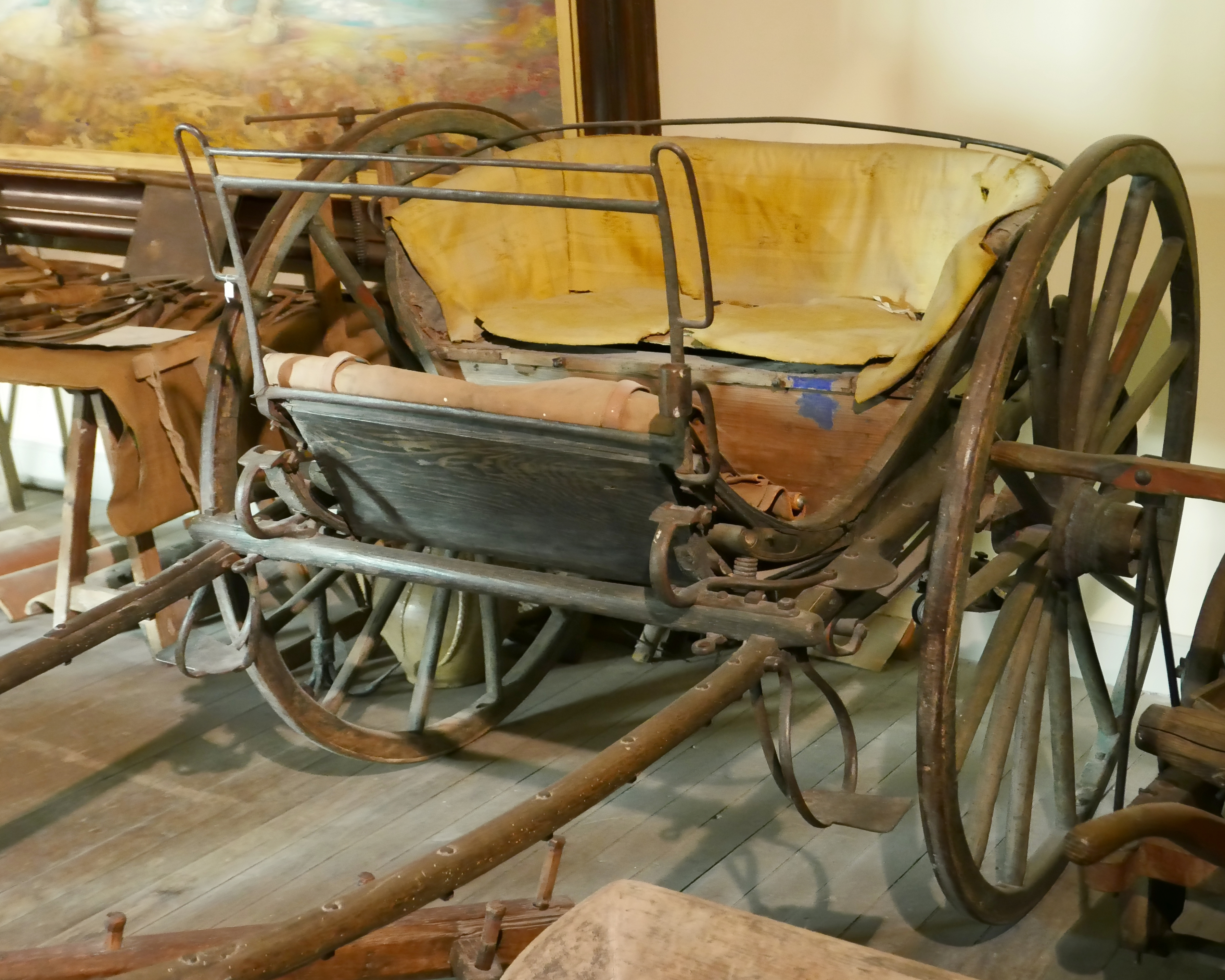
Boquet conservé dans les collections du palais du Roure à Avignon.

Le boquet a évolué ensuite en voiture à quatre roues. Le nom, lui, évolua en bockey, boguet, bockeis, bockel, boghei, puis boogie : ce terme se spécialise pour désigner les doubles essieux des trains (en français : bogie) ; enfin buggy. Aux États-Unis, buggy désigne une voiture légère, ouverte, à quatre roues, qui n'a que peu de points communs avec le boquet d'origine.  
Aujourd'hui le buggy est un type de carrosserie automobile de loisirs.

## Sources
- Joseph Jobé, Au temps des cochers : histoire illustrée du voyage en voiture attelée du XVe au XXe siècle, Lausanne, Paris, Edita ; Denoël, 1979, 211 p., 31 cm (ISBN 978-2-88001-019-5, OCLC 636177124, lire en ligne).